# Elco Brinkman
Leendert Cornelis (Elco) Brinkman (Dirksland, 5 februari 1948) is een Nederlands voormalig politicus en bestuurder. Hij was minister van Welzijn, Volksgezondheid en Cultuur (1982-1989) en fractievoorzitter in de Tweede Kamer (1989-1994) namens het Christen-Democratisch Appèl (CDA). Van 2005 tot 2011 was Brinkman commissaris bij tabaksfabrikant Philip Morris. Van 2011 tot 2019 was Brinkman fractievoorzitter in de Eerste Kamer.

## Jeugdjaren
Elco Brinkman komt uit een burgemeestersfamilie: zowel zijn vader Bram Brinkman, als diens vader Leendert Cornelis Brinkman bekleedden dit ambt.
Hij volgde basisonderwijs aan de Rehobothschool in Hardinxveld-Giessendam en voortgezet onderwijs aan het Christelijk Lyceum in Dordrecht. Daarna ging hij zowel politicologie (1966), als staatsrecht (1967) studeren aan de Vrije Universiteit te Amsterdam. Hij werd lid van het Studentencorps aan de VU en het dispuut Het wijsgerig gezelschap Tao. In 1972 respectievelijk 1974 behaalde hij in deze studies zijn doctoraalexamens.
Brinkman begon zijn loopbaan als wetenschappelijk medewerker bij de afdeling bestuurskunde van de VU (1970-1974). Vervolgens was hij beleidsmedewerker van het coördinatiebureau voor het Noordelijk deel van de Randstad (1974-1975). Hierna ging hij werken bij het ministerie van Binnenlandse Zaken, waar hij begon als algemeen assistent departementsleiding bureau van de secretaris-generaal (1975-1977). Via de functies van hoofd bureau (1977-1979) en plaatsvervangend secretaris-generaal (1979-1980) klom hij op tot directeur-generaal Binnenlands Bestuur (1980-1982).

## Politieke carrière

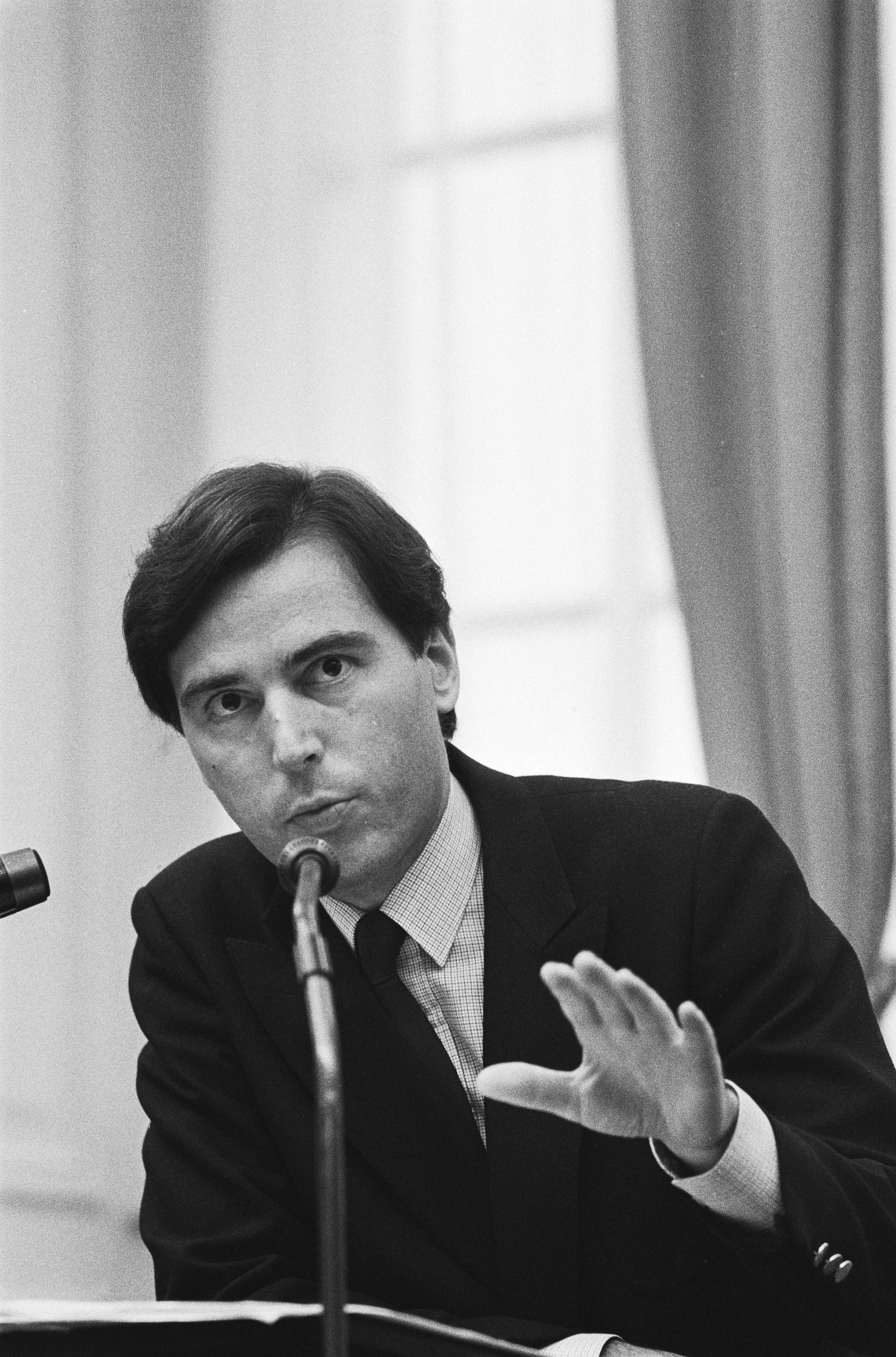
Minister Brinkman (WVC), 1-9-1983

Zijn politieke carrière begon in 1982, toen hij namens het CDA minister werd van Welzijn, Volksgezondheid en Cultuur in Kabinet-Lubbers I en Kabinet-Lubbers II. Als minister is hij onder meer de bedenker van de term Zorgzame Samenleving.
In 1987 ontstond er ophef, omdat Brinkman het Nederlands Openluchtmuseum te Arnhem wilde sluiten. Dit is niet doorgegaan, omdat veel bezoekers hier massaal op tegen waren. Het museum werd in 1991 verzelfstandigd. De collectie bleef eigendom van het rijk.
Na de verkiezingen van 1989 werd hij fractievoorzitter van de CDA-fractie in de Tweede Kamer. Door premier Ruud Lubbers werd hij genoemd als opvolger. Het CDA wees hem aan als lijsttrekker bij de Kamerverkiezingen van 1994. Brinkman toonde zich echter weinig loyaal aan het kabinet-Lubbers III door in een spreekbeurt te waarschuwen: "Het speelkwartier is over", waarmee hij Lubbers een kras over de ziel gaf. In de campagne van 1994 werd hij, gecoacht door fractievoorlichter Frits Wester, gepresenteerd met een lopende presentatie, de zogenaamde shuffle. Kort voor de verkiezingen veroorzaakte hij echter grote onrust door tegen het NOS Journaal te verklaren dat de bevriezing van uitkeringen ook moest gelden voor de AOW. Ook maakte journalist Fons de Poel in een uitzending van Brandpunt bekend dat Brinkman een commissariaat bij het bedrijf Arscop had verzwegen.
Onverwacht kondigde Lubbers aan bij de verkiezingen niet op Brinkman, maar op de nummer 3 op de lijst, Ernst Hirsch Ballin, te zullen stemmen. De verkiezingen leverden het CDA een historisch verlies op (van 54 naar 34 zetels) en Brinkman trad af als fractievoorzitter ten gunste van Enneüs Heerma. Een jaar later verliet hij de landelijke politiek.

## Na de politiek
In 1995 werd Brinkman voorzitter van het Algemeen Verbond Bouwbedrijf. In 1998 werd de ziekte non-Hodgkin bij hem geconstateerd. Hij herstelde hiervan, maar in 2002 werd opnieuw kanker vastgesteld, ditmaal aan zijn speekselklieren. Ook ditmaal herstelde hij. Een week na zijn laatste chemokuur verscheen hij al voor de parlementaire enquêtecommissie Bouwnijverheid in 2002. Het Algemeen Verbond Bouwbedrijf fuseerde eind 2004 met BouwNed, VIANED, Bolegbo-vok, vocBetonbouw en WRI tot Bouwend Nederland, waarvan Brinkman voorzitter werd.
Brinkman was van 2005 tot 2011 commissaris bij tabaksfabrikant Philip Morris. Op 10 juni 2006 werd Brinkman uitgeroepen tot 'invloedrijkste bestuurder van Nederland' op grond van een netwerkanalyse door de Erasmus Universiteit Rotterdam (waarvan koningin, bewindslieden en Tweede Kamerleden waren uitgesloten). Op basis van deze analyse is een top-200 gemaakt, die is gepubliceerd door de Volkskrant.
Van 2001 tot 2009 was Brinkman voorzitter van het bestuur van het Algemeen Burgerlijk Pensioenfonds (ABP). Vanaf 2004 was Brinkman voorzitter van het Algemeen Bestuurscollege van de Koninklijke Bibliotheek in Den Haag en van de raad van toezicht (president-commissaris) van de Stichting Philadelphia Zorg. In 2008 eisten de vakbonden zijn vertrek daar, omdat hij medeverantwoordelijk werd gehouden voor de miljoenentekorten bij deze organisatie. Uit onderzoek van het College Sanering Zorginstellingen (CSZ) bleek begin januari 2009 dat er sprake was van wanbeleid en dat het toezicht door de raad van commissarissen gefaald had. Daarop kondigde Brinkman zijn aftreden aan.

## Terugkeer in de politiek
Brinkman was op 23 mei 2011 lijsttrekker van het CDA bij de Eerste Kamerverkiezingen. Hij werd fractievoorzitter in de Senaat en behield deze functie na de Eerste Kamerverkiezingen van 2015. In augustus 2018 maakte hij bekend zich niet opnieuw kandidaat te stellen voor het lijsttrekkerschap en de politiek na het verstrijken van zijn tweede termijn, halverwege 2019, definitief te zullen verlaten. Hem was namelijk het 'incidentalisme' en 'cliëntelisme' van politiek Den Haag tegen gaan staan.

## Persoonlijk leven
Elco Brinkman is getrouwd met de kunstschilderes Janneke Brinkman-Salentijn en is een neef van de Nederlandse jachtvlieger en oorlogsfotograaf/filmer van het 322 Dutch Squadron RAF vaandrig Frans van Eijk.